# Pythagoras
Ne doit pas être confondu avec Pythagore.
Pythagóras Papastamatíou (grec moderne : Πυθαγόρας Παπασταματίου) dit Pythagóras, né à Agrínio le 12 avril 1930 et mort le 12 novembre 1979, est un parolier et auteur de théâtre grec.

## Biographie
Il naît à Agrínio, où il vit jusqu’à l’âge de 18 ans. Originaires de Samos, ses parents se rencontrent à Smyrne, un peu avant la Grande Catastrophe. Ses origines influenceront son œuvre ; en 1972, il écrit Μικρά Ασία (Asie mineure) avec Apóstolos Kaldáras.
Il effectue sa scolarité au gymnase d’Agrínio. En mars 1944, il s’engage dans l’ELAS et termine ses études après la guerre. Il part pour Athènes en 1949 ; il étude au Conservatoire d'art dramatique d’Athènes, sous la direction de Dimítris Rondíris. Diplômé avec excellence, il travaille brièvement dans le milieu du théâtre, mais s’oriente assez vite vers l’écriture de textes, de critiques et de scénarios pour le cinéma, presque exclusivement à partir de 1968.
Il fait partie de la Société Hellénique des Auteurs Dramatiques, dont il est membre extraordinaire en 1973, protecteur en 1974 et membre ordinaire en 1975.

## Œuvre
Pythagóras est l’auteur de dizaines de chansons, qui sont souvent de très grands succès et populaires jusqu’aujourd’hui. Les textes de Mikra Asia (Μικρά Ασία) en collaboration avec le musicien Apóstolos Kaldáras traitent de la Grande Catastrophe et sont considérés comme l’une de ses œuvres les plus importantes.
La première participation de la Grèce au Concours Eurovision de la chanson a lieu le 6 avril 1974 à Brighton au Royaume-Uni, avec la chanson « Κρασί, θάλασσα και τ΄αγόρι μου », écrite par Pythagóras, sur une musique de Yórgos Katsarós, et interprétée par Marinella.
Pythagóras meurt le 12 novembre 1979, d’une crise cardiaque à Athènes ; il avait 49 ans. Il est inhumé à Maroússi.

## Principales chansons
- 1954 : Xanavlepo to mikro to amaxaki (Ξαναβλέπω το μικρό το αμαξάκι), musique : Niki Iakovelf, interprète, Mary Lou
- 1964 : Kathe limani kai kaimos (Κάθε λιμάνι και καημός), musique : Yórgos Katsarós, interprètes : Pános Gavalás (en), Ría Koúrti (el)
- 1967 : 
  - Piso apo tis kalamies (Πίσω από τις καλαμιές), musique : Yórgos Katsarós, interprète : Marinella
  - Stou Charokopou kai stin Kallithea (Στου Χαροκόπου και στην Καλλιθέα), musique : Vassílis Vassiliádis, interprètes : Dimítris Efstathíou (el), Mános Papadákis, Lítsa Diamánti (en)
- 1968 : 
  - Agriolouloudo (Αγριολούλουδο), musique : Chrístos Nikolópoulos (el), interprète : Stélios Kazantzídis
  - Pios ein’aftos (Ποιος είν΄ αυτός), musique : Yórgos Zambétas, interprète : Marinella
- 1969 : 
  - O Epipolaios (Ο επιπόλαιος), musique : Yórgos Katsarós, interprète : Yánnis Kalatzís
  - Sta vrachia tis Peiraïkis (Στα βράχια της Πειραϊκής), musique : Nákis Petrídis, interprète : Stélios Kazantzídis
- 1970 : 
  - Kyra Georgaina (Κυρά Γιώργαινα), musique : Yórgos Katsarós, interprète : Yánnis Kalatzís
  - Otan pinei mia gynaika (Όταν πίνει μια γυναίκα), musique : Vassilis Vassiliadis, interprète : Cathy Petraki, Háris Alexíou
- 1971 : 
  - Den yparchei eftychia (Δεν υπάρχει ευτυχία), musique : Yórgos Katsarós, interprète : Lítsa Diamánti
  - O Stamoulis o lochias (Ο Σταμούλης ο λοχίας), musique : Yórgos Katsarós, interprète Yánnis Kalatzís
  - O thanatos tou poiiti (Ο θάνατος του ποιητή), musique : Apóstolos Kaldáras, interprète Georges Dalaras
- 1972 : 
  - Drigki Drigki mana mou (Ντρίγκι ντρίγκι μάνα μου), musique : Stélios Vlavianós, interprète : Marinella, puis aussi Demis Roussos
  - Dyo palikaria ap’t’Aïvali (Δυο παλικάρια απ΄ τ΄Αϊβαλί), musique : Apóstolos Kaldáras, interprète : Háris Alexíou
  - I Smyrni (Η Σμύρνη), musique : Apóstolos Kaldáras, interprète : Georges Dalaras
  - Mes tou Vosporou ta stena (Μες του Βοσπόρου τα στενά), musique : Apóstolos Kaldáras, interprète : Georges Dalaras
  - Nychta stasou (Νύχτα στάσου), musique : Chrístos Nikolópoulos, interprète : Lítsa Diamánti
  - O marmaromenos vassilias (Ο μαρμαρωμένος βασιλιάς), musique : Apóstolos Kaldáras, interprète : Háris Alexíou
  - O Barba Yannis (Μπάρμπα Γιάννη - Le vieux Yannis), musique : Christos Nikolopoulos, Paroles : Pythagoras, Interprètes : Yánnis Papaioánnou, Stélios Kazantzídis, Paschális Terzís
  - Petra petra chtisame (Πέτρα πέτρα χτίσαμε), musique : Apóstolos Kaldáras, interprète : Georges Dalaras
  - Ti na Thymitho ti na xechaso (Τι να θυμηθώ τι να ξεχάσω), musique : Apóstolos Kaldáras, interprète : Georges Dalaras, récitant : Yánnis Fértis (en)
- 1973 : O Napolitanos (Ο Ναπολιτάνος), musique : Yórgos Katsarós, interprète : Marinella
- 1974 : Patission kai Stournara (Πατησίων και Στουρνάρα) ; musique Yórgos Katsarós, interprète : Marinella
- 1975 :
  - Kato ap’to poukamiso mou (Κάτω απ΄ το πουκάμισό μου), musique : Chrístos Nikolópoulos, interprète : Stélios Kazantzídis
  - Metanioses (Μετάνιωσες), musique : Chrístos Nikolópoulos, interprète : Stélios Kazantzídis
  - Yparcho (Υπάρχω), musique : Chrístos Nikolópoulos, interprète : Stélios Kazantzídis
- 1976 : Ela (Έλα), musique : Zak Iakovídis, interprète : Tzéni Vánou (en)
- 1978 : Ftaime ki oi dyo (Φταίμε κι οι δυο), musique : Yánnis Spanós, interprète : Yánnis Pários (en)
- 1979 : 
  - Dromoi this Athinas (Δρόμοι της Αθήνας), musique : Yórgos Katsarós, interprète : Ilías Klonarídis
  - Se pende ores ximeroni Kyriaki (Σε πέντε ώρες ξημερώνει Κυριακή), musique : Mános Loḯzos, interprète : Háris Alexíou
  - Teli teli teli (Τέλι τέλι τέλι), musique : Mános Loḯzos, interprète : Háris Alexíou
  - Tha me thymitheis (Θα με θυμηθείς), musique : Yánnis Spanós, interprète : Yánnis Pários